# Ratio legis
Ratio legis (łac. „motyw ustawodawczy, sens ustawy”) cel przepisu prawa, jego podstawowa idea, powód istnienia, jaki prawodawca zamierzył, ustanawiając dany przepis.
Zalecenie odwoływania się przez interpretatora w toku wykładni prawa do celu regulacji prawnej jest jednym z najstarszych i najczęściej używanych kanonów wykładni. Opiera się ono na założeniu, że działalność prawodawcza jest działalnością celową, służącą realizacji określonych celów. Wykładnia odwołująca się do ratio legis określana jest jako wykładnia celowościowa lub teleologiczna. Wskazuje się, że ustalając motywy ustawodawcze, należy uwzględniać aktualny układ stosunków społecznych, gospodarczych i politycznych, całość obowiązującego porządku prawnego oraz miejsce, jakie rozpatrywany przepis zajmuje w systemie prawa. Ustalone w toku wykładni znaczenie przepisu nie może być pozbawione jakiejkolwiek rationis legis. Nie oznacza to jednak, że w każdym wypadku należy odrębnie rozpatrywać, jaka jest ratio legis. Przede wszystkim nie można ustalać rationis legis w sposób sprzeczny z jednoznacznym sensem przepisu prawa. Przepis o jednoznacznym sensie sam bowiem ustala ratio legis, na której jest oparty.